# Russicum
Russicum, punoga imena Papinski ruski kolegij sv. Terezije od Djeteta Isusa (lat. Pontificium Collegium Russicum Sanctae Theresiae ab Infante Jesu) je katolička odgojna i visokoškolska ustanova u Rimu u kojoj se na poseban način njeguje bizantsko-slavenska liturgijska i duhovna tradicija.

## Povijest

### Rane godine
Papinski Kolegij Russicum u Rimu nalazi se na brežuljku Eskvilinu, u neposrednoj blizini bazilike Svete Marije Velike, prislonjen uz Papinski orijentalni institut. Utemeljio ga je papa Pio XI. apostolskom konstitucijom Quam Curam 15. kolovoza 1929. Osnovan je kao kolegij strogo misionarskoga karaktera, kao jedna vrsta sjemeništa u kojem će se misionari pripremati za svoje poslanje u Rusiji tj. ondašnjem Sovjetskom Savezu, da ondje ostvare svoje misijsko poslanje.

### Russicum i sv. Terezija od Djeteta Isusa
Izvorno je ime Kolegija: Pontificium Collegium Russicum Sanctae Theresiae ab Infante Jesu — Papinski ruski kolegij Svete Terezije od Djeteta Isusa. Papa Pio XI. osnivajući ovaj kolegij na posebni način ga je stavio pod zaštitu sv. Tereziju iz Lisieuxa. Postajala su dva razloga za ovaj čin. Prvi je vezan uz velike ambicije i oduševljenje koje je u ondašnjem katoličkome svijetu razbudilo osnivanje Kolegija. Zamisao obraćenja komunističke Rusije razbudila je, naime, u katolicima apostolsku i misionarsku glad velikih razmjera. Poslanje Russicuma ne smije završiti samo u Rusiji. Nakon Rusije dolazi na red svijet, prije svega Daleki Istok. Katolički misionari, držalo se, krenut će iz Rusije dalje prema Indiji, Kini, Japanu... Ovo na svoj način tumači zašto je sv. Terezija iz Lisieuxa, koja je bila tek proglašena zaštitnicom misija, postala zaštitnicom i Russicuma.
Drugi razlog bio je više praktične naravi. Vezan je osobito uz pitanje gdje je papa pronašao novčana sredstva za izgradnju zgrade Kolegija i njegovo uzdržavanje. Odgovor glasi: Sredstva mu je pribavila sv. Terezija. Naime, još prije kanonizacije (1925.), Mala Terezija iz Lisieuxa postala je vrlo popularna, a njezina je popularnost još više porasla kada je kanonizirana i proglašena zaštitnicom misija. U karmel u Lisieuxu započinju stizati bogate donacije, jednim dijelom za održavanje samostana, a najvećim dijelom za izgradnju crkve u čast Svetici. Crkva je vrlo brzo izgrađena, ali su donacije i dalje stizale. Karmelićanke žive vrlo skromno i ne trebaju mnogo sredstava za život. Tako se dogodilo da je Majka Agnes (rođena sestra Male Svetice) kratko vrijeme nakon kanonizacije sv. Male Terezije obavijestila papu da samostan u Lisieuxu posjeduje velika novčana sredstva, koja on, ako želi, može upotrijebiti za svoje projekte. Budući da je u to vrijeme projekt Russicum bio vrlo aktualan, papa odlučuje iskoristiti ova sredstva za izgradnju zgrade novoga kolegija. U znak zahvalnosti proglašava sv. Malu Tereziju zaštitnicom Kolegija.

### Formacija u Kolegiju
Vodstvo Russicuma povjereno je Družbi Isusovoj. Isusovci su trebali, u skladu sa smjernicama Apostolske konstitucije Quam Curam, razraditi program odgoja i pripreme za specifično poslanje gojenaca u Kolegiju. Kao u svakom sjemeništu, glavni zadatak studenata Russicuma bio je studij teologije i pastoralna praksa. U tom smislu pohađali su predavanja na Papinskom orijentalnom institutu, uz sam Kolegij, na kojem su uz temeljne teološke i pastoralne teme imali prilike upoznati teološku tradiciju i pastoralnu praksu Istoka, osobito Rusije i zemalja u kojima se njegovala slavenska tradicija bizantske liturgije.
Temeljni zadatak Papinskoga kolegija Russicum sastoji se upravo u njegovanju slavenske (bolje reći ruske) tradicije bizantske liturgije. Budući da se liturgija slavi na staroslavenskome jeziku (ruske redakcije), studenti su bili dužni naučiti stroslavenski jezik, a budući da se svaki liturgijski čin izvodi kroz pjevani dijalog celebranta i zbora, studenti su morali pohađati relativno česte probe zbora i aktivno sudjelovati u svakom liturgijskome činu. Najvažnije točke dnevnoga reda bili su uvijek božanska liturgija (ujutro) i večernja (navečer), koje se slave u kapelici Kolegija posvećenoj sv. Maloj Tereziji, prilagođenoj bizantskomu obredu.
No, zadatak Russicuma nije se sastojao samo u njegovanju bizantsko-slavenske liturgije unutar Kolegija, nego i u promicanju ove liturgije izvan Kolegija. U tom smislu, odmah nakon utemeljenja Russicuma bizantskomu se obredu prilagodila i srednjovjekovna crkva sv. Antuna Opata koja se nalazi uz zgradu Kolegija. U ovoj crkvi u predvečerje svake nedjelje i blagdana slavi se svečana večernja ili tzv. »vsenočnaja« (cjelonoćno bdijenje), a u samu nedjelju i na blagdane svečana božanska liturgija. Zbor Russicuma promicao je bizantsko-slavensku liturgiju i u drugim crkvama Rima i Italije, a ponekad i izvan nje.
Službeni jezik u Russicumu od osnutka (1929.) do raspada Sovjetskoga Saveza (1990.) bio je ruski. Studenti Russicuma bili su, dakle, dužni naučiti ovaj jezik, a uz to i upoznati rusku kulturnu tradiciju, osobito folklor, narodne pjesme i običaje te ih predstaviti vanjskoj publici.
Russicum, kao kolegij strogo misijskoga karaktera i sjemenište za pripremanje misionara za Rusiju, usprkos tomu što je kroz svoju povijest uvijek bio prepun mladih oduševljenih ljudi, nije postigao veliki uspjeh. Mnogi od onih koji su se u Russicumu pripremali za novu opasnu misiju pošli su, doduše, u Rusiju, ali ih je tamo vrlo brzo locirala tajna sovjetska policija te su završavali u dugogodišnjem zatvoru u kojem sibirskom logoru, ili su jednostavno bili strijeljani. Neki od pojedinaca koji su preživjeli zatvor ili logor (poput p. Waltera Cziszeka, S.J., koji je proveo 23 godine u sibirskim logorima) nakon izlaska ostvarili su, doduše, neku malu apostolsku djelatnost, ali predstavljaju rijetke iznimke.
Iako Russicum nije uspio ostvariti svoju misionarsku zamisao u Rusiji, značajnu ulogu odigrao je pjevačkom zbor Kolegija koji je promicao bizantsko-slavensku liturgiju, rusku glazbenu tradiciju u Rimu, u Italiji i izvan Italije, osobito nakon II. vatikanskoga sabora. Na taj način Kolegi je uspio je u promicanju ideje dijaloga i ekumenizma.

## Pjevački zbor Kolegija
, dugogodišnji voditelj zbora u Russicumu, od 1956. do 2011.]]
Zbor Kolegija imao je vrlo važnu ulogu u promicanju bizantsko-ruske liturgijske i kulturne tradicije. Uz liturgijske napjeve tijekom godine uvježbavala su se i izvodila i djela ruske profane glazbe, narodne i umjetničke. Središnji događaj u tom smislu bila je tzv. jolka — božićni koncert na kojem je zbor pred publikom Rima izvodio djela iz ruske glazbene tradicije. Tijekom godine zbor bi prigodice priređivao i druge koncerte u Rimu i izvan njega.
Prvi voditelj zbora Kolegija bio je Pietro Pavani (1908. – 1984.), Rus talijanskog podrijetla, kojega je vrlo brzo zamijenio Fedor Butkevič (1887. – 1971.),  voditelj zbora u Russicumu od 1932. do 1956. Pod Butkevičevim vodstvom, zbor je snimio nekoliko snimaka koje je Johann von Gardner recenzirao u devet članaka o ruskoj diskografiji crkvene glazbe u Ostkirchliche Studien između 1960. i 1972.  
Na poticaj ondašnjega rektora kolegija Gustava Wettera SJ godine 1956. Butkoviča je zamijenio Ludwig Pichler SJ, Austrijanac iz Hrvatske pokrajine Družbe Isusove i brat mons. Alfreda Pichler, biskupa Banja Luke. P. Pichler je bio voditelj zbora Kolegija sve do 2011. Od samog preuzimanja zbora, p. Pichler uspostavlja kontakte i ostvaruje plodnu suradnju s mnogim uglednim predstavnicima istočnih crkava i glazbenicima koji skladaju sakralna djela u duhu bizantsko-slavenske tradicije. U krugu korespondenata s kojima kontaktira nalaze se i velika imena poput Igora Stravinskog i Aleksandra Grečaninova. Postaje poznat u Ruskoj, Bugarskoj i Makedonskoj Crkvi — od koje 2009. godine prima posebno odlikovanje za svoje zasluge na polju liturgijske glazbe. Poznat je i širom svijeta u krugovima grkokatolika i pravoslavaca bizantsko-slavenske tradicije. P. Pichlera zamjenjuje p. Anto Lozuk, nekadašnji poznati voditelj Akademskoga zbora Bazilike Srca Isusova u Zagrebu. P. Lozuk vodio je zbor od 2011. do 2017. kada postaje superior isusovačke rezidencije u u.

### Voditelji zbora u Russicumi
1. Pietro Pavani (1929. – 1932.)
2. Fedor Butkevič (1932. – 1956.)
3. Ludwig Pichler (1956. – 2011.)
4. Anto Lozuk (2011. – 2017.)

## Rektori Russicuma
, voditelj zbora (2011. – 2017.) i rektor Russicuma (2013. – 2017.)]]
1. Vendelín Javorka SJ (1929. – 1936.), Slovak
2. Philippe de Régis SJ (1936. – 1942.), Francuz
3. Francisco Echarri SJ (1929. – 1936.), Španjolac-Bask, Vice-Rektor
4. Philippe de Régis SJ (1946. – 1948.)
5. Andrej-Gustav Wetter SJ (1948. – 1955.), Austrijanac
6. Bohumíl-Feofil Horáček SJ (1955. – 1962.), Čeh
7. Josef Olšar SJ (1962. – 1967.), Čeh
8. Paul Mailleux SJ (1967. – 1978.), Belgijanac
9. Gino-Kirill Piovesan SJ (1978. – 1985.), Talijan
10. Josef Macha SJ (1985. – 1991.), Nijemac
11. John Long SJ (1991. – 1996.), Austrijanac
12. Richard Čemus SJ (1996. – 2001.), Čeh
13. Alojzij Cvikl SJ (2001. – 2010.), Slovenac
14. Lionginas Virbalas SJ (2010. – 2013.), Litvanac
15. Anto Lozuk SJ (2013. – 2017.), Hrvat
16. Peter Dufka SJ (2017. – 2019.), Slovak, Vice-Rektor
17. Tomás García-Huidobro Rivas SJ (od 2019.), Čileanac